# SAP
SAP SE (читается: сап эс-е) — немецкая компания, производитель программного обеспечения для организаций. Штаб-квартира компании расположена в Вальдорфе. Третий крупнейший разработчик программного обеспечения в мире после Microsoft и Oracle.

## Название
Наименование SAP было составлено на основе первых букв полного названия: «Systeme, Anwendungen und Produkte in der Datenverarbeitung» / «Systems, Applications and Products in Data Processing». С 2005 года название «SAP AG» заменило эту аббревиатуру.
7 июля 2014 года компания была зарегистрирована в Европейском коммерческом реестре, сменив юридическую форму с AG (обозначает форму собственности компаний (нем. Aktiengesellschaft — акционерное общество) на European Company (Societas Europaea, SE), после чего компания официально называется «SAP SE».

## История
Компания SAP была создана в 1972 году пятью бывшими сотрудниками IBM (Клаус Велленройтер, Ханс-Вернер Хектор, Клаус Чира, Дитмар Хопп и Хассо Платтнер) под наименованием нем. Systemanalyse und Programmentwicklung (англ. System Analysis and Program Development, рус. Системный анализ и разработка программ) в городе Вайнхайме. Первый офис фирмы находился в Мангейме. Инновацией компании было разработка не отдельных программ для конкретных задач, а комплексных систем программного обеспечения для корпораций. Первым клиентом стал немецкий филиал международной химической группы ICI.
В 1976 году была основана SAP GmbH, и годом позже фирма переместилась в Вальдорф. В 1978 году был выпущен пакет программного обеспечения R/2 для мейнфреймов, позволявший в реальном времени сводить в единую базу данных бухгалтерию, учёт производства и продаж и другие показатели крупных корпораций. Вскоре R/2 приобрели такие международные корпорации, как Dupont, General Mills, Goodyear Tire and Rubber, Heinz и Shell, а также 80 из 100 крупнейших компаний Германии. К 1994 году было продано более 1400 пакетов R/2.
К 1987 году в компании работало 470 сотрудников, а оборот составлял 150 млн дойчемарок, из этой суммы более четверти направлялось на новые разработки. В конце 1980-х годов в Швейцарии был зарегистрирован международный филиал SAP International, в 1988 году в Филадельфии был открыт американский филиал — SAP America. В 1987 году началась разработка пакета R/3, ориентированного не на большие ЭВМ, а на сети персональных компьютеров (системы «клиент — сервер»). Разработка велась при участии IBM и была предназначена для работы с операционной системой OS/2. Продажа пакета началась в 1992 году. Хотя R/3 разрабатывался для компаний среднего размера, его выход совпал с началом модернизации компьютерных систем многих крупных компаний, таким образом уже к 1993 году R/3 почти полностью вытеснил с рынка R/2. В 1994 году была выпущена версия, совместимая с операционными системами Microsoft (Windows NT). К 1995 году оборот компании вырос до 2,7 млрд дойчемарок, а в 1996 году SAP стала крупнейшей компанией Германии по рыночной капитализации. Быстро росла сеть международных отделений, в середине 1990-х годов на Германию приходилось лишь около трети выручки, пакет R/3 был доступен на 15 языках, включая русский, китайский и тайский.

### Слияния и поглощения
Первым крупным приобретением стала израильская компания TopTier Inc. в 2001 году, её основной разработкой было связующее программное решение Netweaver, которое было включено в пакет R/3 4.6, выпущенный в 2004 году.
В октябре 2007 года корпорация за $6,8 млрд купила французскую фирму Business Objects — разработчика программного обеспечения для анализа данных.
В июне 2008 года была приобретена американская компания Visiprise, базирующаяся в городе Альфаретта, штат Джорджия, занимающаяся разработкой программного обеспечения, позволяющего автоматизировать процессы производства и контроля качества промышленным предприятиям.
В мае 2010 года за $5,8 млрд была поглощена компания Sybase — американский производитель программного обеспечения для обработки данных.
В декабре 2011 года за $3,4 млрд была приобретена компания SuccessFactors, предоставляющая приложения по управлению человеческим капиталом по модели SaaS.
Среди поглощений 2012—2013 годов — компании Ariba ($4,3 млрд, глобальная сеть поставщиков) и Kxen (разработчик программного обеспечения для предсказательной аналитики на базе теории Вапника — Червоненкиса).
В 2019 году была куплена американская компания Qualtrics, работающая в сфере управления опытом (оценка впечатления от деятельности компаний у клиентов, сотрудников и партнёров, а также поиск способов повысить эту оценку). В начале 2021 года часть акций этой компании была размещена на бирже Nasdaq, а в июне 2023 года Qualtrics стала собственностью инвестиционной компании Silver Lake.

## Собственники и руководство
Основные владельцы SAP на февраль 2011 года: председатель наблюдательного совета компании Хассо Платтнер (9,99 %), члены совета Клаус Чира (8,43 %) и Дитмар Хопп (6,14 %). По состоянию на 2022 год основателям принадлежало 12 % акций, 5 % составляли казначейские акции, остальные акции котируются на Франкфуртской фондовой бирже, а также на Нью-Йоркской в виде депозитарных расписок. Капитализация компании на 10 июня 2008 года — 42,6 млрд евро, а на сентябрь 2023 года — 154 млрд евро.
- Хассо Платтнер (Hasso Plattner, род. 21 января 1944 года) — сооснователь, крупнейший акционер и председатель наблюдательного совета[11].
- Кристиан Кляйн (Christian Klein, род. в 1980 году) — главный исполнительный директор (CEO) с 2020 года, в компании с 1999 года[3].

## Деятельность

### Продукты и платформы

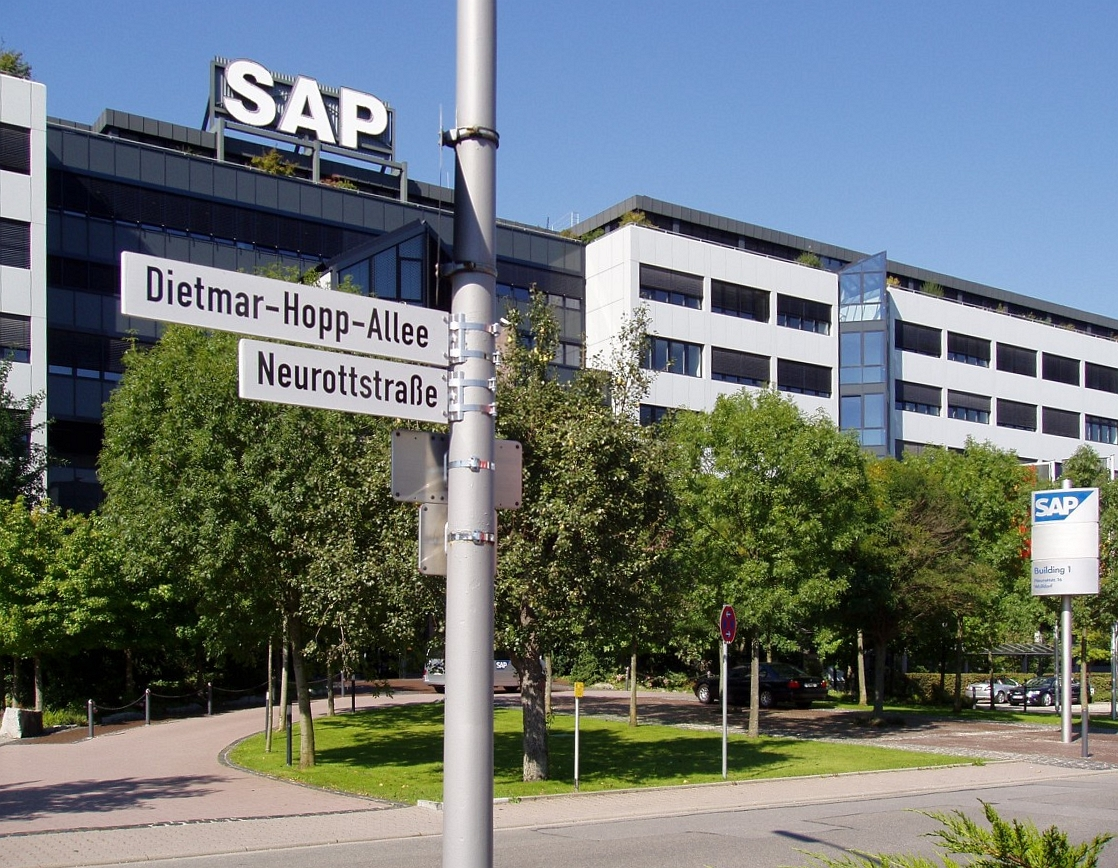
Главный офис. Вальдорф, Германия

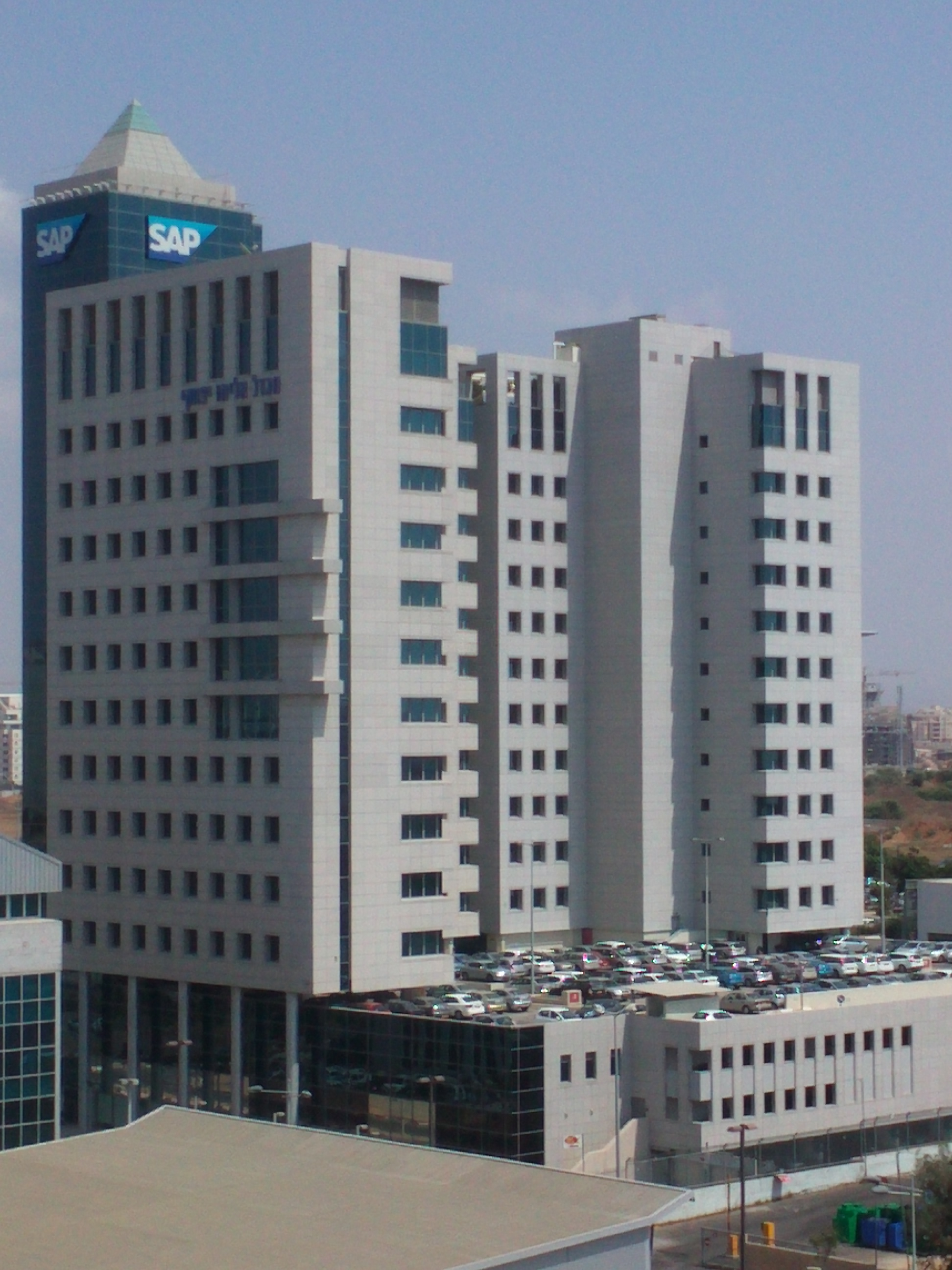
Здание SAP в Раанане (Израиль)

Компания занимается разработкой автоматизированных систем управления такими внутренними процессами предприятия, как: бухгалтерский учёт, торговля, производство, финансы, управление персоналом, управление складами и т. д. Приложения обычно можно адаптировать под правовой контекст определённой страны.
Кроме поставок программного обеспечения, фирма предлагает услуги по его внедрению, используя для этого собственную методологию внедрения (изначальное название ASAP — Accelerated SAP, впоследствии — ValueSAP).

#### SAP R/3 (SAP ERP)
Самый известный продукт компании — ERP-система SAP R/3, ориентированная на крупные и средние предприятия, разрабатываемая и продаваемая компанией с начала 1990-х годов. Создана в продолжение линеек RF (позднее идентифицированной как R/1) и R/2. Начиная с выпусков середины 2000-х годов название R/3 не используется; ядро ERP-системы, созданной в продолжение линейки, производитель называет SAP ERP ECC (англ. Enterprise Central Component).
Буква R из R/3 является начальной буквой слова «Realtime» и означает немедленную проводку и актуализацию данных, которые в рамках интеграции немедленно доступны всем заинтересованным отделам предприятия. Цифра 3 означает, что в системе реализована архитектура клиент/сервер приложений/система управления базами данных (трёхзвенная модель), в отличие от R/2, которая работала на мейнфреймах (больших ЭВМ).
Полный пакет SAP R/3 в конце 1990-х годов включал 75 модулей (стоимостью 100 тыс. долларов каждый), 7000 таблиц и 75 млн строк программного кода. Полная установка занимала от 7 до 9 месяцев.

#### SAP NetWeaver 2004
В 2004 году SAP представила новую программную платформу SAP NetWeaver 2004. В неё вошли такие продукты как:
- SAP Enterprise Portal (платформа для портальных решений уровня предприятия)
- SAP Process Integration (бывшая Exchange Infrastructure) — интеграционное решение уровня предприятия
- SAP Mobile Infrastructure (бывшая Mobile Engine) — платформа для реализации приложений для мобильных устройств
- SAP Business Intelligence (бывшая Business Warehouse) — платформа для создания корпоративных хранилищ данных и бизнес-аналитики
- SAP Knowledge Management — платформа управления знаниями
- SAP Master Data Management — система ведения нормативно-справочной информации уровня предприятия
- SAP Application Server — платформа для функционирования всех остальных продуктов SAP NetWeaver и других продуктов SAP (таких как SAP ERP — R/3).

#### SAP S/4HANA
В 2011 году началось внедрение технологии резидентной базы данных, получившей название Hana — High Performance Analytical Application (HANA, «высокопроизводительное аналитическое приложение»). В 2015 году на её основе был выпущен пакет программного обеспечения SAP S/4HANA, который по состоянию на 2022 год остаётся основным продуктом компании.

### Показатели деятельности
Выручка за 2022 год составила 30,9 млрд евро, из них на облачные технологии (доступ к программным продуктам на серверах компании) пришлось 12,6 млрд, на лицензирование программного обеспечения — 2,1 млрд, поддержка программного обеспечения — 11,9 млрд, другие услуги — 4,4 млрд.
Основными регионами деятельности были:
- Европа — 42 % выручки, в первую очередь Германия, Франция, Италия, Нидерланды, Швейцария и Великобритания;
- Америка — 43 % выручки, преимущественно в США, а также в Бразилии, Канаде и Мексике;
- Азиатско-Тихоокеанский регион и Япония — 15 % выручки, включая Японию, Австралию, Китай и Индию.

По состоянию на 2022 год в группе SAP работало 112 тыс. человек, из них 49 тыс. в Европе, 33 тыс. в Америке и 30 тыс. в Азиатско-Тихоокеанском регионе.
Из 183 тысяч клиентов подавляющее большинство составляют средние и крупные предприятия. По подсчётам, продукты SAP используют около 12 миллионов пользователей, работающие на существующих 91 500 установленных копиях.
В 2007 году более 39 400 компаний, расположенных в более чем 120 странах мира, использовало решения SAP. На 2008 год фирма насчитывала порядка 43,8 тыс. сотрудников.
Выручка компании по МСФО в 2010 году составила 12,46 млрд евро, чистая прибыль — 1,82 млрд евро.
Выручка компании в 2008 году (US GAAP) — 11,567 млрд евро (рост на 13 %, в 2007 — €10,25 млрд), чистая прибыль — 1,888 млрд евро (снижение на 2 %, в 2007 — 1,92 млрд евро). Операционная прибыль в 2008 — 2,842 млрд евро (рост на 4 %).

### В России
3 марта 2022 года SAP присоединился к бойкоту России и Белоруссии и приостановил продажи в России. За пять лет до этого доля компании на российском рынке спустилась с 49 % до 11 %.

## SAP Labs
SAP Labs — это научно-исследовательские центры SAP, которые создают ключевые продукты компании, a также занимаются их постоянным улучшением и совершенствованием. SAP Labs стратегически расположены в наиболее высокотехнологичных кластерах мира. Находясь в 13 странах, SAP Labs являются крупнейшими глобальными и локальными thought-лидерами.
SAP Labs расположены в Германии (основные местоположения: Вальдорф/Рот, Маркдорф, Берлин), США (основное местоположение: Кремниевая долина), Индии (основное местоположение: Бенгалуру), Китае (основное местоположение: Шанхай), Бразилии (основное местоположение: Сао Леопольдо), Чехии (основное местоположение: Брно), Болгарии (основное местоположение: София), Канаде (основные местоположения: Ванкувер, Монреаль), Вьетнаме (основное местоположение: Хошимин), Израиле (основное местоположение: Раанана), СНГ (основное местоположение: Москва), Франции (основные местоположения: Париж, София-Антиполис), Ирландии (основное местоположение: Дублин), Венгрии (основное местоположение: Будапешт).
Ключевые местоположения SAP Labs: Германия, Индия, Китай и США. SAP Labs в Вальдорфе была основана в 1972, став первым офисом компании. На начальных этапах расширения, задачей SAP было выйти на высокотехнологичные рынки: в 1993 была создана SAP Labs в Пало-Альто (Кремниевая Долина). В 1998 SAP открывает Labs в Бенгалуру, в 2003 — в Китае. Среди недавно открытых SAP Labs — Labs во Вьетнаме (2015) и Labs в Берлине (2016).
С целью координации SAP Labs, было создано глобальное подразделение SAP Labs Network (SLN). SLN координирует региональные Labs, а также обеспечивает непрерывный обмен бизнес-идеями между ними. SLN координирует и распределяет исследовательские проекты, ускоряет цикл разработки продуктов, занимается кадровой политикой, а также разрабатывает стратегию инновационного роста и развития.